# Cristiano Caratti
Cristiano Caratti (Acqui Terme, 24 maggio 1970) è un ex tennista italiano.
In singolare è stato nº 26 nel ranking ATP nel luglio 1991, è stato il primo giocatore italiano per 13 settimane e ha disputato una finale nel circuito maggiore. Nelle prove del Grande Slam raggiunse i quarti di finale in singolare agli Australian Open nel 1991, primo tennista italiano ad aver compiuto l'impresa nell'era Open e terzo nella storia dopo Giorgio De Stefani e Nicola Pietrangeli. 
In doppio è stato n° 148 del classifica mondiale disputando una finale nel circuito maggiore. 

## Carriera

### Juniores
Tra gli juniores Caratti si mise in luce in doppio, vinse il prestigioso Orange Bowl nel 1987 in coppia con Gábor Köves, perse la finale assieme a Goran Ivanišević all'Open di Francia 1988 e la semifinale in coppia con Cristian Brandi al torneo di Wimbledon 1988.

### 1988-1989, inizi tra i professionisti e prima semifinale in doppio nel circuito maggiore
Dopo le sconfitte subite nelle sue prime apparizioni tra i professionisti nel 1988, tra le quali quella in doppio agli Internazionali d'Italia, a giugno vinse i primi incontri e raggiunse la semifinale in doppio al Parioli Challenger. L'anno successivo vinse i primi incontri in singolare e si spinse fino ai quarti, di nuovo al Parioli. A luglio disputò la prima finale Challenger a Dublino e perse in 3 set contro Henrik Holm. Subito dopo perse anche la finale di doppio al Challenger di Fürth in coppia con Federico Mordegan. Ad agosto vinse il primo incontro in un torneo ATP in doppio a Saint-Vincent e la settimana successiva il primo in singolare a San Marino. A settembre disputò e perse in coppia con Mordegan la sua prima semifinale nel circuito maggiore al torneo di doppio di Palermo.

### 1990, terzo turno agli US Open, un quarto di finale ATP, 2 titoli Challenger e top 100 in singolare, prima finale ATP in doppio
Il primo risultato di rilievo del 1990 fu la finale di doppio raggiunta e persa al Jerusalem Challenger con Cristian Brandi. A giugno disputò a Genova la prima finale ATP in carriera, e in coppia con Mordegan fu sconfitto da Tomás Carbonell / Udo Riglewski per 6-7, 6-7. In estate si impose all'attenzione mondiale con alcune prestazioni importanti, il 5 agosto, quando si trovava al 198º posto del ranking ATP, vinse il suo primo titolo da professionista al Winnetka Challenger. Al successivo torneo ATP di New Haven raggiunse i quarti di finale, sconfiggendo al secondo turno il nº 6 del mondo Brad Gilbert per 6-4, 6-4, e negli ottavi il nº 39 Amos Mansdorf in 3 set per poi raccogliere 3 soli giochi contro Andrej Česnokov. Agli US Open raggiunse il terzo turno battendo Steve Bryan, il nº 38 ATP Derrick Rostagno e fu sconfitto da Jay Berger al quinto set dopo aver vinto i primi 2. A dicembre vinse il Bossonnens Challenger e fece il suo ingresso nella top 100, alla 98ª posizione mondiale.

### 1991, quarti agli Australian Open, prima finale ATP e 26º nel ranking mondiale in singolare
Agli Australian Open 1991 superò Broderick Dyke, David Engel e al terzo turno ebbe la maglio in cinque set su Glenn Layendecker; agli ottavi di finale eliminò in cinque set anche Richard Krajicek e divenne il primo italiano ad approdare ai quarti di finale nel Major australiano in era Open. A negargli l'accesso in semifinale fu Patrick McEnroe, che si impose col punteggio di 6-7, 3-6, 6-4, 6-4, 2-6. Al successivo torneo di Milano eliminò il n° 3 del mondo Ivan Lendl col punteggio di 6-4, 1-6, 7-6 e si spinse fino alla finale, la sua unica in carriera nel circuito maggiore, dove si arrese ad Aleksandr Volkov per 1-6, 5-7. Il 25 febbraio del 1991 salì alla 40ª posizione nel ranking ATP e diventò il nuovo nº 1 italiano. Al 2º turno di Memphis eliminò l'ex top 10 Tim Mayotte e fu sconfitto nei quarti da Derrick Rostagno.
A marzo vinse l'Indian Wells Challenger battendo in finale Jimmy Arias, mentre all'ATP Super 9 di Miami eliminò Jimmy Connors e Sergi Bruguera, prima di cedere a David Wheaton nei quarti di finale. La stagione 1991 portò altre soddisfazioni, come la vittoria al 1º turno di Monte Carlo contro Henri Leconte, quella contro Jonas Svensson al 2º turno del Super 9 di Amburgo, contro Martin Jaite al 1º turno a Roma, e il prestigioso successo ottenuto su John McEnroe (7-6(5), 7-6(5)) a Manchester, in una delle due sconfitte, l'unica su erba, mai subite dal campione statunitense contro un tennista italiano. Il 22 luglio salì alla 26ª posizione mondiale, che rimase il suo best ranking in carriera. Vinse solo 1 degli ultimi 12 incontri stagionali e chiuse il 1991 al 42º posto in classifica.

### 1992, esordio olimpico, in Coppa Davis e discesa nel ranking
Vinse qualche isolato incontro all'inizio del 1992 e fu eliminato al secondo turno agli Australian Open. A febbraio fece il suo esordio nella squadra italiana di Coppa Davis in occasione della sfida vinta 4-1 contro la Spagna, in cui perse il primo singolare contro il nº 8 del mondo Emilio Sanchez e vinse il secondo contro il nº 12 Sergi Bruguera, e furono le sue uniche apparizioni in Davis. Sconfitto al turno di esordio a Milano, raggiungendo i quarti all'ATP di Scottsdale conseguì uno dei migliori risultati stagionali. A marzo non ripeté le prestazioni del marzo precedente ed uscì dalla top 100. L'unico risultato di rilievo nel prosieguo della stagione fu il terzo turno al Super 9 di Amburgo, a luglio fece anche il suo debutto olimpico ai Giochi di Barcellona e fu eliminato al primo turno. quello stesso mese scese al 178º posto mondiale e a fine anno tornò a giocare nei Challenger.

### 1993-1994, titoli Challenger, una semifinale ATP, vittoria su Stich e rientro in top 100
Nel 1993 ottenne buoni risultati nei tornei Challenger, raggiunse tre finali e vinse quelle di Wolfsburg e Montebello, riportandosi al 115º posto mondiale. Vinse inoltre il suo unico titolo di doppio in carriera al Bergamo Challenger in coppia con Brandi. Ad agosto vinse il suo primo incontro ATP in singolare dopo 13 mesi a Indianapolis. Vinse qualche altro incontro ATP all'inizio del 1994. Fu in grado di risalire fino all'82ª posizione a fine stagione dopo aver perso tre finali Challenger e aver sconfitto il nº 26 ATP Aleksandr Volkov a Cincinnati, ma soprattutto arrivando in semifinale all'ATP World Series di Basilea, dove superò nei quarti il nº 2 del mondo Michael Stich con il punteggio di 4-6, 7-6, 7-6 e fu sconfitto da Patrick McEnroe.

### 1995-1996, una semifinale ATP e definitiva uscita dalla top 100
Si mantenne attorno alla 100ª posizione mondiale per quasi tutto il 1995 con alcuni buoni risultati, vinse un incontro agli Australian Open e a Wimbledon, raggiunse i quarti a Washington, sconfisse Jimmy Connors a Los Angeles, perse nel set decisivo contro il futuro vincitore Thomas Enqvist al terzo turno di Indianapolis e si spinse fino alla semifinale di Kuala Lumpur superando il nº 13 del mondo Richard Krajicek per 6-2, 6-4 prima di essere eliminato da Marcelo Rios. Il 14 agosto uscì definitivamente dalla top 100. Nella prima parte del 1996 raggiunse i quarti di finale nei tornei ATP di Shanghai e Nuova Delhi, mentre il miglior risultato arrivò ad agosto quando si spinse fino al terzo turno a Cincinnati con i successi sul nº 16 del mondo Marc Rosset e sul nº 27 Stefan Edberg, prima di cedere a Michael Chang.

### 1997-2004, ultimi anni
Nel 1997 si mise in evidenza soprattutto nei Challenger, dopo la semifinale a Wolfsburg raggiunse due finali, perse la prima a Granby contro Wayne Black e vinse la seconda alle Azzorre contro lo spagnolo Burrieza-Lopez, successi che gli consentirono di superare il milione di dollari di montepremi vinti. L'unico successo in stagione nel circuito ATP fu quello sul nº 47 Martin Damm al Super 9 di Montreal. Nel 1998 raggiunse il terzo turno all'ATP di Tokyo e perse in finale al Challenger of Dallas. Nella prima parte del 1999 non conseguì risultati di rilievo e a luglio uscì dalla top 200, per farvi ritorno nel gennaio del 2000. Tornò a vincere un incontro in uno Slam agli US Open sconfiggendo Jacobo Diaz e fu eliminato da Goran Ivanisevic dopo 5 set.
Il 26 novembre 2000 vinse l'ultimo titolo in carriera al Knoxville Challenger con il successo in finale al terzo set sull'emergente diciottenne Andy Roddick. Nel giugno 2001 vinse il suo ultimo match in carriera nel circuito ATP al Queen's superando al primo turno Goran Ivanišević, che il mese successivo avrebbe trionfato a Wimbledon. Perse le sue ultime finali Challenger allo Czech Indoor Open 2001 di Praga e all'Open Diputación 2002 di Cordova e fece la sua ultima apparizione tra i professionisti nel marzo 2004 in un torneo ITF francese.

## Caratteristiche tecniche
Dopo le sue ottime prestazioni da juniores e i grandi risultati dell'estate del 1990, Caratti era considerato una delle maggiori promesse del tennis italiano nei primi anni 1990 e fu tra i migliori tennisti nazionali della sua generazione, anche se non riuscì a raggiungere i livelli degli italiani della generazione precedente. In particolare non confermò le aspettative create con i successi nei primi anni di professionismo, continuando in seguito a ottenere alcuni buoni risultati isolati senza la continuità necessaria per tornare a emergere. Alternò vittorie di grande rilievo a sconfitte contro giocatori di secondo piano, dimostrando di poter vincere e perdere con chiunque. Soprannominato Caratti Kid, era molto agile e veloce e vantava un temibile rovescio a una mano, senza dubbio il suo colpo migliore. È stato allenato da Riccardo Piatti.

## Statistiche

### Singolare

#### Finali perse (1)
| N. | Data             | Torneo               | Superficie | Avversario della finale | Risultato |
| -- | ---------------- | -------------------- | ---------- | ----------------------- | --------- |
| 1. | 10 febbraio 1991 | Milan Indoor, Milano | Sintetico  | Aleksandr Volkov        | 1-6, 5-7  |

### Doppio

#### Finali perse (1)
| N. | Data           | Torneo             | Superficie  | Compagno          | Avversari in finale           | Punteggio |
| 1. | 24 giugno 1990 | ATP Genova, Genova | Terra rossa | Federico Mordegan | Tomás Carbonell Udo Riglewski | 6-7, 6-7  |

### Tornei Challenger

#### Singolare

##### Vittorie (7)
| N. | Data             | Torneo                                | Superficie    | Avversari in finale  | Punteggio     |
| 1. | 5 agosto 1990    | Winnetka Challenger, Winnetka         | Cemento       | Chris Garner         | 7-6, 6-1      |
| 2. | 2 dicembre 1990  | Bossonnens Challenger, Bossonnens     | Cemento       | Michiel Schapers     | 6-4, 3-6, 7-6 |
| 3. | 3 marzo 1991     | Indian Wells Challenger, Indian Wells | Cemento       | Jimmy Arias          | 6-7, 6-4, 6-2 |
| 4. | 14 febbraio 1993 | Wolfsburg Challenger, Wolfsburg       | Sintetico (i) | Lars Koslowski       | 6-7, 6-1, 6-2 |
| 5. | 25 luglio 1993   | Montebello Challenger, Montebello     | Cemento       | Steve Bryan          | 4-6, 7-5, 6-3 |
| 6. | 7 settembre 1997 | Azores Challenger, Azzorre            | Cemento       | Oscar Burrieza-Lopez | 3-6, 6-3, 6-4 |
| 7. | 26 novembre 2000 | Knoxville Challenger, Knoxville       | Cemento       | Andy Roddick         | 3-6, 7-6, 6-4 |

#### Doppio

##### Vittorie (1)
| N. | Data          | Torneo                      | Superficie    | Compagno        | Avversari in finale     | Punteggio     |
| 1. | 21 marzo 1993 | Bergamo Challenger, Bergamo | Sintetico (i) | Cristian Brandi | Sander Groen Arne Thoms | 4-6, 6-4, 6-1 |